# Cogito
Cogito (latin för "jag tänker") är en oberoende grön tankesmedja som startades i mars 2005. Cogito har som syfte att främja grön och ekologisk debatt och idéutveckling. Cogito stiftades av Miljöpartiet de Gröna, men är idag en partipolitiskt obunden stiftelse och medlem i The Green European Foundation.
Cogito driver sedan 2015 utbildningen Cogitoakademin. Utbildningsprogrammet sträcker sig över ett år och riktar sig företrädesvis till studenter vid universitet och högskola i åldern 20-28 år. Programmet behandlar framförallt ämnena idéutveckling och opinionsbildning.

## Cogitos böcker och skrifter
- Jobba för livet, av Christer Sanne (2005)
- Miljöns motkrafter, av Niklas Harring (2006)
- Introduktion till ekofeminism, av Lotta Hedström (2007)
- Tillväxtens sista dagar, av Björn Forsberg (2007, uppdaterad 2009, Ruin förlag)
- Utsläpp och rättvisa, av Rikard Warlenius (2008)
- Behövs det en grön ideologi?, red. Per Gahrton (2008)
- Is there a need for a green ideology?, red. Per Gahrton (2008)
- Det hettar till – forskning och spekulationer om klimat, fred och konflikt, av Helena Tagesson (2008)
- "Civilisation" of the EU. A way for the EU to do more for world peace?, av Carin Berg och Per Gahrton (2009)
- Vägen till Köpenhamn: klimatpolitisk kartbok, av Rikard Warlenius (2009)
- Klimatmålen inför verkligheten, av Rikard Warlenius (2010)
- En fredspolitik för EU, av Jan Öberg (2010)
- Fredsalternativ för Afghanistan, av Lotta Hedström (2010)
- Vårt sätt att leva tillsammans kommer att ändras, red. Cogito, Tvärdrag och CMS (2010, Leopard förlag)
- Gröna i regering, av Per Gahrton och Angela Aylward (2010, uppdaterad 2014)
- Ekonomi utan tillväxt – ett svenskt perspektiv, av Mikael Malmaeus (2011)
- Klimatförändring bortom farlighetens gräns – brutala siffror och skört hopp, av Kevin Anderson (2011)
- Kraft att förändra – för en demokratisk och jobbskapande energipolitik, av Yvonne Ruwaida och Valter Mutt (2011)
- Global miljöpåverkan och lokala fotavtryck – analys av fyra svenska kommuners totala konsumtion, av Katarina Axelsson (2012)
- Gröna grundbultar, red. Angela Aylward (2012)
- Grön ekonomi, red. Angela Aylward (2013)
- Idéer om ett nytt Europa, red. Martin Nilsson (2013)
- Tillväxt till varje pris, av Mikael Malmaeus (2013, Notis förlag)
- After work – farväl till arbetslinjen, red. Kristian Borg (2013, Verbal förlag)
- Gemensamt ansvar – Sveriges politik för global utveckling, av Petra Flaum (2013, Notis förlag)
- Gröna partiers syn på privatisering i välfärden – en studie av fjorton europeiska länder, av Green European Foundation (2014)
- EU – på väg mot en hållbar energiförsörjning?, av Mats Abrahamsson & Adrian Mohareb (2014)
- Regeringens svarta klimatlista, av Mats Abrahamsson (2014)
- Gröna tankar om skolan och framtiden, av Per Olsson (2014)
- I frihandelns goda namn, av Rikard Allvin och Markus Larsson (2015)
- Samtal om tillväxt, red. Maria Wetterstrand och Mikael Malmaeus (2016)
- Tio tankar om tillväxt, av Mikael Malmaeus (2021)
- Ten Thoughts on Growth, av Mikael Malmaeus (2021)
- Tillväxten inför verkligheten, av Mikael Malmaeus och Thomas Hahn (2022)
- De stora förlorarna, av Robin Zachari (Skiftet) och Henrik Jalalian (Cogito) (2022)
- Metaller i ett grönt och digitalt Europa: En handlingsplan, av Green European Foundation (2022)
- Sverigekortet — Ett smidigt, billigt och enhetligt kollektivtrafikkort, av Anna Jonsson (2024)